# Qāf
Qāf (in arabo قاف‎? /qɑːf/) è la ventunesima lettera dell'alfabeto arabo. Nella numerazione abjad essa assume il valore 100.

## Origine
Questa lettera deriva secondo alcuni da  dell'alfabeto nabateo, secondo altri da ܩ dell'alfabeto siriaco. In ogni caso deriva da qoph dell'alfabeto aramaico (), che nacque dalla qof dell'alfabeto fenicio (), generata dalla qup dell'alfabeto proto-cananeo ().

## Fonetica
Foneticamente corrisponde alla occlusiva uvulare sorda (q). La presenza della qāf comporta uno scurimento della vocale cui è associata a causa di un fenomeno di assimilazione. Molto evidente è l'assimilazione della vocale di timbro a che viene attratta nella pronuncia posteriore fino a diventare /ɑ/ o /ɒ/.

## Scrittura e traslitterazione
Qāf viene scritta in varie forme in funzione della sua posizione all'interno di una parola:
| Forma isolata | Forma finale | Forma intermedia | Forma iniziale |
| ﻕ             | ـق…          | …ـقـ…            | …قـ            |

Nella traslitterazione dall'arabo è comunemente associata a q.

## Sintassi
Qāf è una lettera lunare. Ciò significa che quando ad una parola che inizia con questa lettera bisogna anteporre l'articolo determinativo (ال alif-lām al), esso non subirà alcuna modifica.
Ad esempio قمر (qamar, luna) diventa القمر (al-qamar, la luna), che si pronuncia [alˈqamar].